# Santo Marcianò

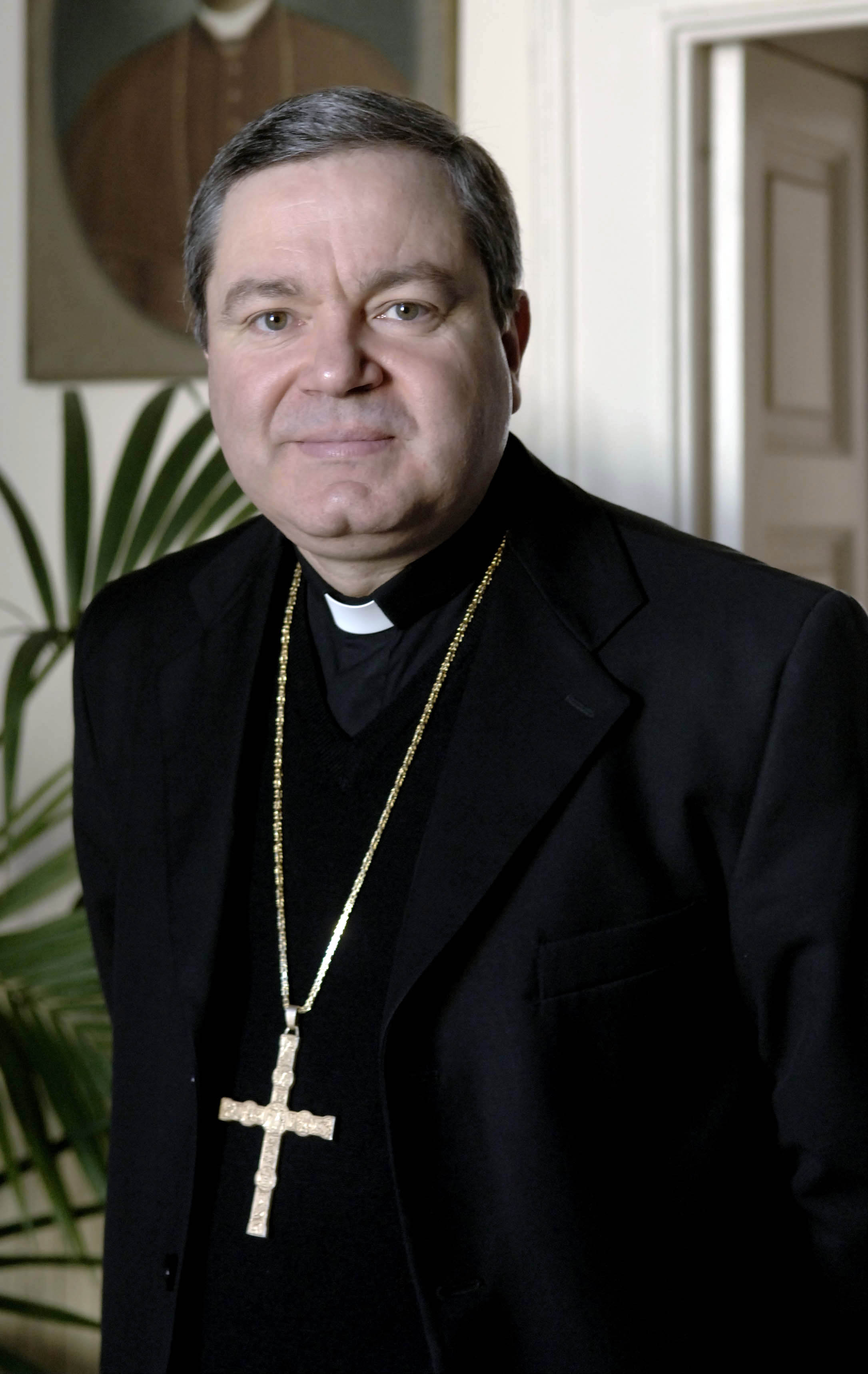
Erzbischof Santo Marcianò (2013)

Erzbischofswappen

Santo Marcianò (* 10. April 1960 in Reggio Calabria) ist ein italienischer römisch-katholischer Geistlicher und ernannter Bischof von Frosinone-Veroli-Ferentino sowie von Anagni-Alatri.

## Leben
Santo Marcianò empfing am 24. Oktober 1987 die Diakonenweihe und am 9. April 1988 die Priesterweihe für das Erzbistum Reggio Calabria-Bova.
Papst Benedikt XVI. ernannte ihn am 6. Mai 2006 zum Erzbischof von Rossano-Cariati. Der Erzbischof von Reggio Calabria-Bova, Vittorio Luigi Mondello, weihte ihn am 21. Juni desselben Jahres zum Bischof; Mitkonsekratoren waren Salvatore Nunnari, Erzbischof von Cosenza-Bisignano, und Andrea Cassone, Alterzbischof von Rossano-Cariati. Als Wahlspruch wählte er Magnificat anima mea Dominum. Die Amtseinführung im Erzbistum erfolgte am nächsten Tag.
Am 10. Oktober 2013 ernannte Papst Franziskus ihn zum Militärerzbischof von Italien. Nach Vollendung seines 65. Lebensjahres am 10. April 2025 beendete Santo Marcianò entsprechend den Dienstvorschriften für das italienische Militär seine Tätigkeit als Militärerzbischof. Am selben Tag ernannte Papst Franziskus Gian Franco Saba zu seinem Nachfolger.
Papst Leo XIV. ernannte ihn am 1. Juli 2025 zum Bischof der in persona episcopi vereinigten Bistümer Frosinone-Veroli-Ferentino und Anagni-Alatri.